# Michèle Lurot
Michèle Davaze Lurot, née le 15 avril 1943 à Malakoff, est une athlète française, spécialiste du sprint. Elle est l'épouse de Maurice Lurot et la mère de Frédéric né le 13 février 1967.

## Palmarès
- 18 sélections en équipe de France A.
- Elle participe aux Jeux olympiques de 1964 à Tokyo, où elle est éliminée au premier tour du 200 mètres et termine 8e du relais 4 x 100 mètres.

| Date | Compétition            | Lieu     | Résultat | Épreuve   | Performance |
| ---- | ---------------------- | -------- | -------- | --------- | ----------- |
| 1961 | Championnats de France | Colombes | 1re      | 100 m     | 12 s 3      |
| 1961 | Championnats de France | Colombes | 1re      | 200 m     | 25 s 2      |
| 1962 | Championnats de France | Colombes | 1re      | 100 m     | 11 s 9      |
| 1962 | Championnats de France | Colombes | 1re      | 200 m     | 24 s 6      |
| 1963 | Championnats de France | Colombes | 1re      | 200 m     | 24 s 3      |
| 1964 | Jeux olympiques        | Tokyo    | 8e       | 4 x 100 m | 46 s 1      |